# میریلوواتس
میریلوواتس (صربی: Mirilovac}} یک منطقهٔ مسکونی در صربستان است که در ناحیه پوموراولیه واقع شده است.
 میریلوواتس  ۸۳۵ نفر جمعیت دارد.